# Galeata
Galeata (Gagliêda en dialecte romagnol) est une commune italienne de la partie sud de la province de Forlì-Cesena (portion qui jusqu'à 1923 a fait partie de la région Toscane, et appelée aujourd'hui Romagne-Toscane), dans la région Émilie-Romagne en Italie. En 2010, elle comptait 2 502 habitants.

## Géographie et accès
Galeata est située dans la vallée du Bidente le long de la route SP310 « Bidentina » qui relie la Romagne à la Toscane, et est à 34 km de Forlì et Modèle:Unitê de Cesena.
- En venant de Bologne ou de Rimini sur l'autoroute A14, sortie Forlì, prendre la route provinciale SP310 « Bidentina » en direction de Meldola, puis à la Ville de Galeata.
- En venant de Rome par la route européenne E45 Tiberina, continuant en direction nord jusqu'à arriver à San Pietro in Bagno, sortie et prendre la route vers Santa Sofia, suivez les indications pour Galeata.

## Histoire
Il existe trois grandes périodes dans l'histoire de Galeata:
- La période allant du VIe siècle av. J.-C. au IVe siècle apr. J.-C., où les Ombriens, présents dans la région depuis un certain temps, se retirèrent dans les collines pour échapper à la tentative d'invasion des Gaulois. Déplacement qui, selon toute probabilité, marque la naissance de Mevaniola, romaine depuis -266, nommée ainsi en l'honneur de la ville d'Ombrie Mevania (aujourd’hui Bevagna). Après l'effondrement de l'Empire romain d'Occident, le centre habité a été déplacé vers l'aval, où se trouve aujourd'hui Galeata.
- La fin du Ve siècle ap. J.-C.,  qui donna lieu à la création de deux communautés opposées, celle du jeune ermite Hilarius (aujourd’hui italianisé en Sant'Ellero) et celui du roi Théodoric le Grand. C'est dans cette période que naît la puissante abbaye fondée par le Saint qui, pendant des siècles, a dominé et administré les territoires environnants, avec un véritable système défensif doté de troupes et de trois places fortes (Santa Sofia, Civitella et Pianetto) .
- Au début de 1400, la ville de Galeata vient à faire partie du grand-duché de Toscane jusqu’en 1860, comme en témoigne la plaque sous les portiques du palais du Podestat (une photo est visible sur le projet de Wikipedia Commons), avec l'annexion du grand-duché au royaume d'Italie. À partir de 1860 jusqu’à 1923, la ville de Galeata faisait partie de la province de Florence ; en 1923 elle est attribuée à l’actuelle province de Forlì-Cesena.

## Monuments
Galeata est un petit pays riche en histoire avec les caractéristiques typiques d'ancien village de la Toscane, qui couvre les rues actuelles « IV Novembre et Ferdinando Zanetti », bordées sur toute leur longueur de bâtiments avec porches. Les importantes architectures du Palazzo del Podesta, l'abbaye de Sant'Ellero, l'église paroissiale de Santa Maria in Pantano et, dans le village, l'église de Santa Maria dei Miracoli, avec son monastère récemment restauré avec fidélité.
L'église principale de la ville est Saint-Pierre, néo-gothique, mais avec une plaque sur la façade qui atteste sa fondation médiévale et l'église de la Madone de l'Humilité, qui, avec un autel baroque récemment restauré, reçoit le portait de la Madone copatronne de Galeata avec Sant'Ellero.
Avant la ville de Pianetto, une déviation mène à la zone archéologique de Mevaniola. Il convient de mentionner les vestiges d'un bâtiment avec des colonnes, les thermes, un petit théâtre inspiré de modèles hellénistiques, auditorium circulaire avec un orchestre permanent situé sur un talus, précédé par un pavage de grès et d’une citerne qui desservait un réseau d'aqueduc de la ville.

### Palais

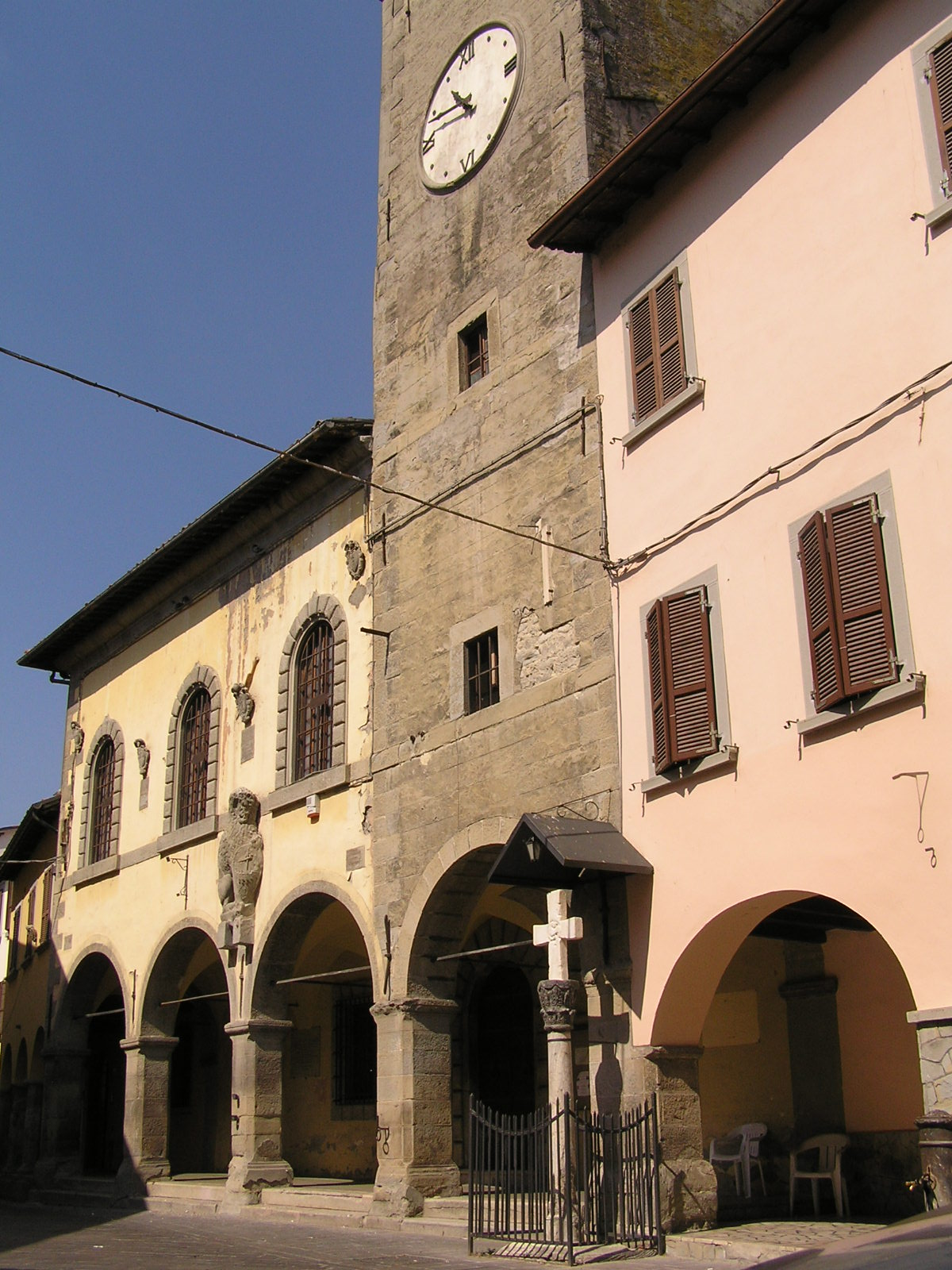
Palais du Podestat
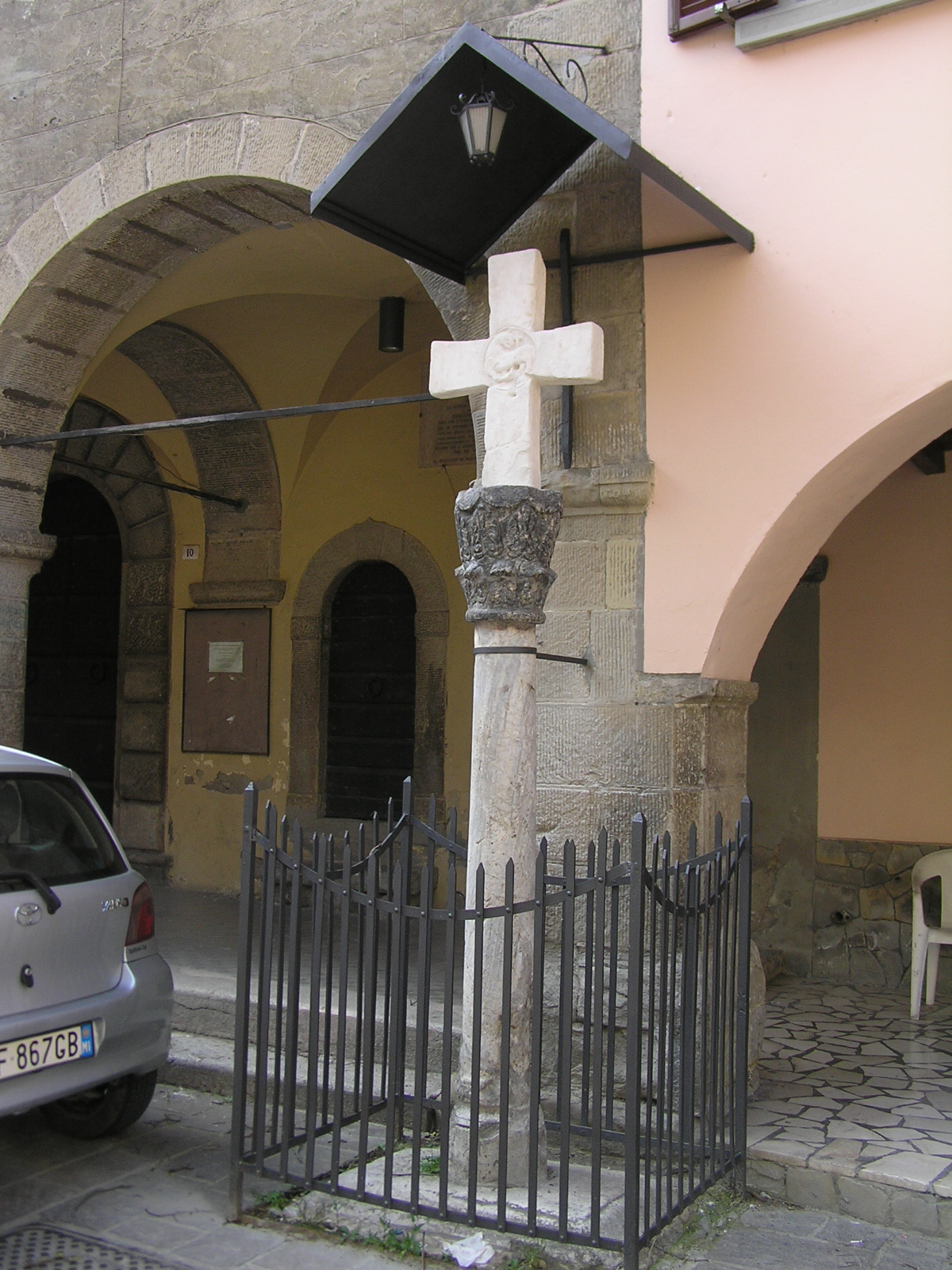
Colonnette

- Dans la Via IV Novembre, le palais qui a été le siège de l'abbaye Sant'Ellero jusqu'en 1787, dans laquelle se trouve l’emblème de Pietro Aldobrandini, cardinal et abbé de Sant'Ellero et archevêque de Ravenne.
- Mais les bâtiments les plus remarquables se trouvent via Zanetti.

À remarquer : l'Opéra Madonnina del Grappa à la façade peinte; palazzo Cenni une plaque attestant de la visite du Grand-duc Leopold II en 1834 ; Palazzo Zanetti porte une plaque rappelant l'hébergement du Grand-Duc lui-même, mais en 1777 ; Palazzo Bardi, palazzo Angeloni, palazzo Versai, tous portant les armes de leurs familles.
- Le plus important de tous est sans aucun doute le 'Palazzo del Podestà', construit à partir de 1636 avec une façade typiquement toscane.

- À côté du palais se trouve la tour massive, reposant sur un arc similaire à ceux du palais ; qui s’élève austère et majestueuse, avec une structure visible de blocs de pierre et la grande horloge qui culmine, citée depuis 1613, couverte par un dôme.

### Abbaye Sant'Ellero

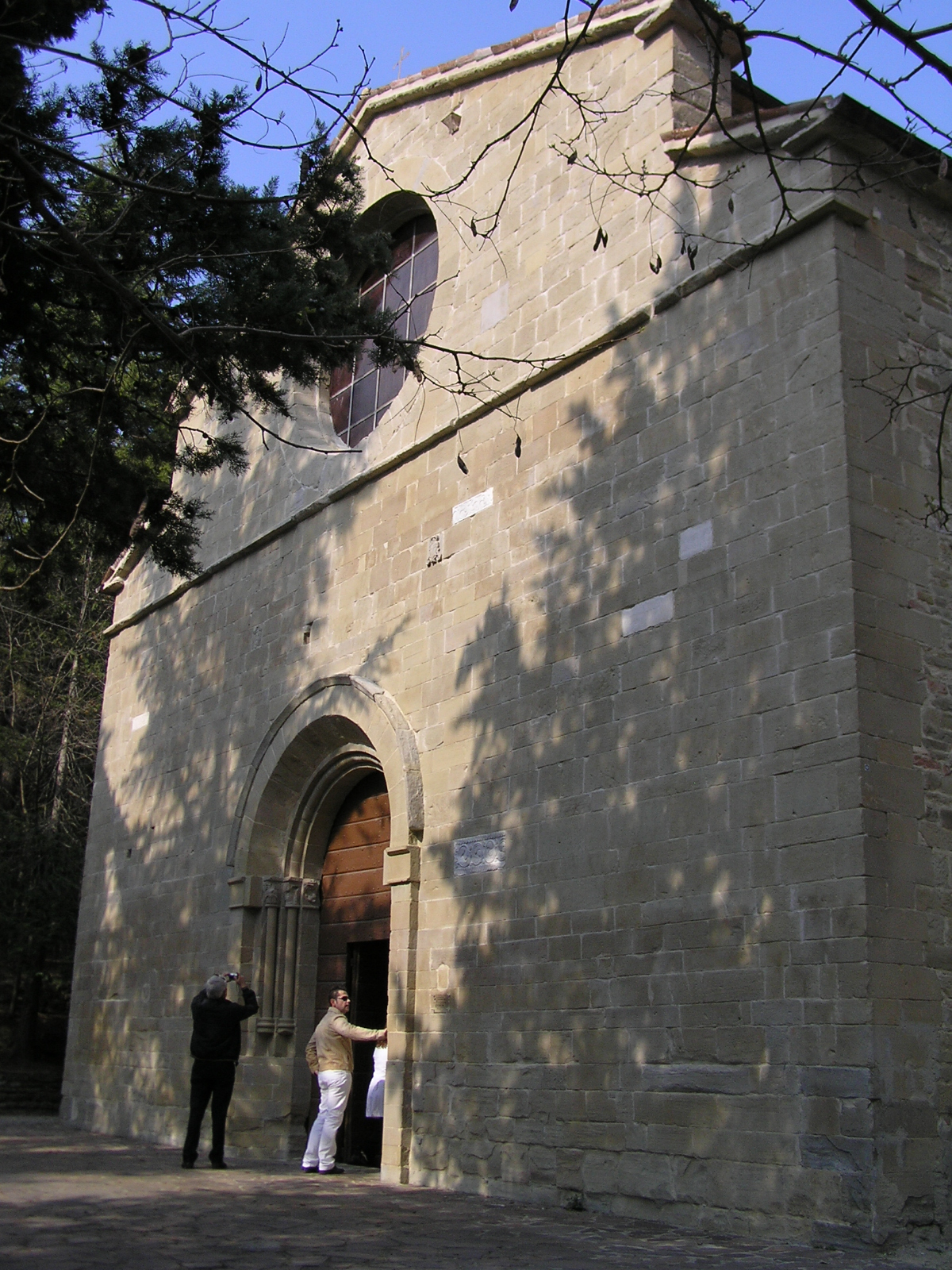
Façade de l'Abbaye de Sant'Ellero
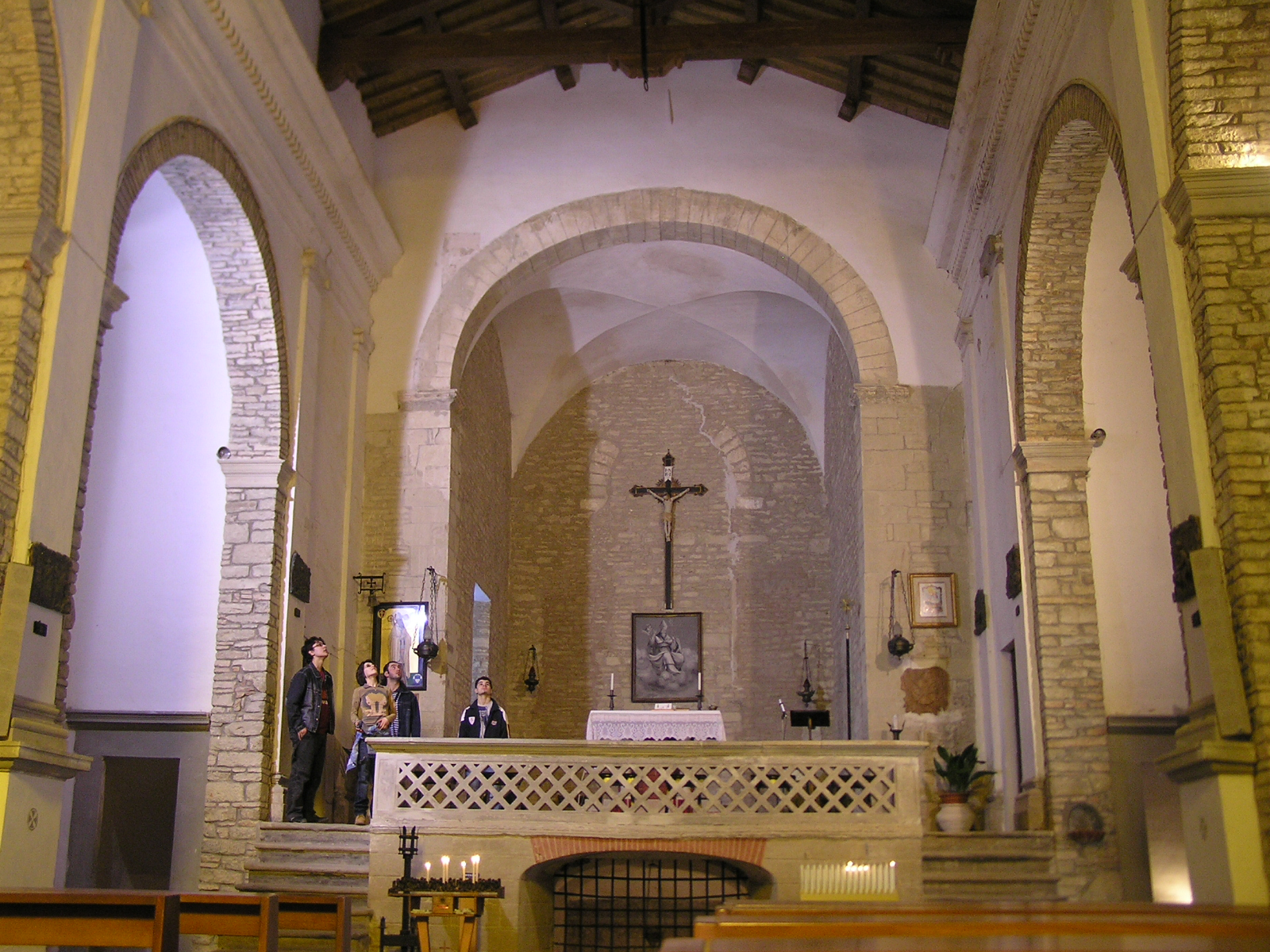
Intérieur de l’église
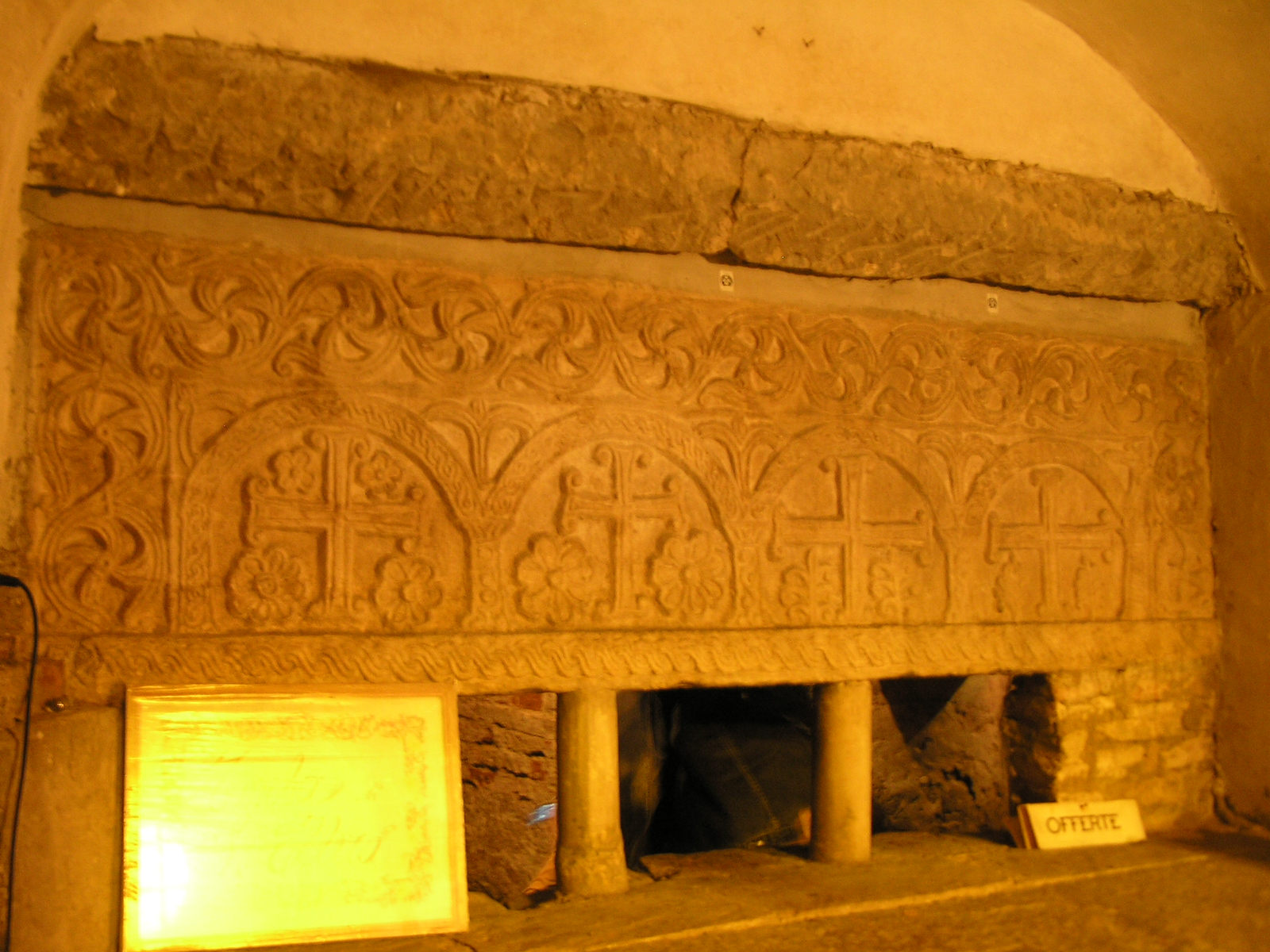
Sarcophage de Sant'Ellero dans la crypte

À 3 km de la ville se dresse la majestueuse abbaye Sant'Ellero, dont la construction a débuté en 497 bien que ce qui nous est parvenu, après plusieurs restaurations et modifications, est essentiellement l'église des IXe et Xe siècles. L'abbaye a été exemptée de la juridiction épiscopale jusqu'en 1785 puis annexée au diocèse catholique romain de Sansepolcro.
La crypte est la partie qui réserve le plus de surprises. Elle est supposée être le principal sanctuaire de la sainte, le lieu d'où a débuté la construction de l'Abbaye. S'y trouve maintenant le sarcophage de Sant'Ellero du VIIIe siècle, en marbre grec, croix sculptées, feuilles et fleurs style byzantin. Au Metropolitan Museum of Art de New York se trouve une colonne en provenance de Sant'Ellero, appartenant probablement au cloître, aujourd'hui disparu.

### Église de Santa Maria del Pantano

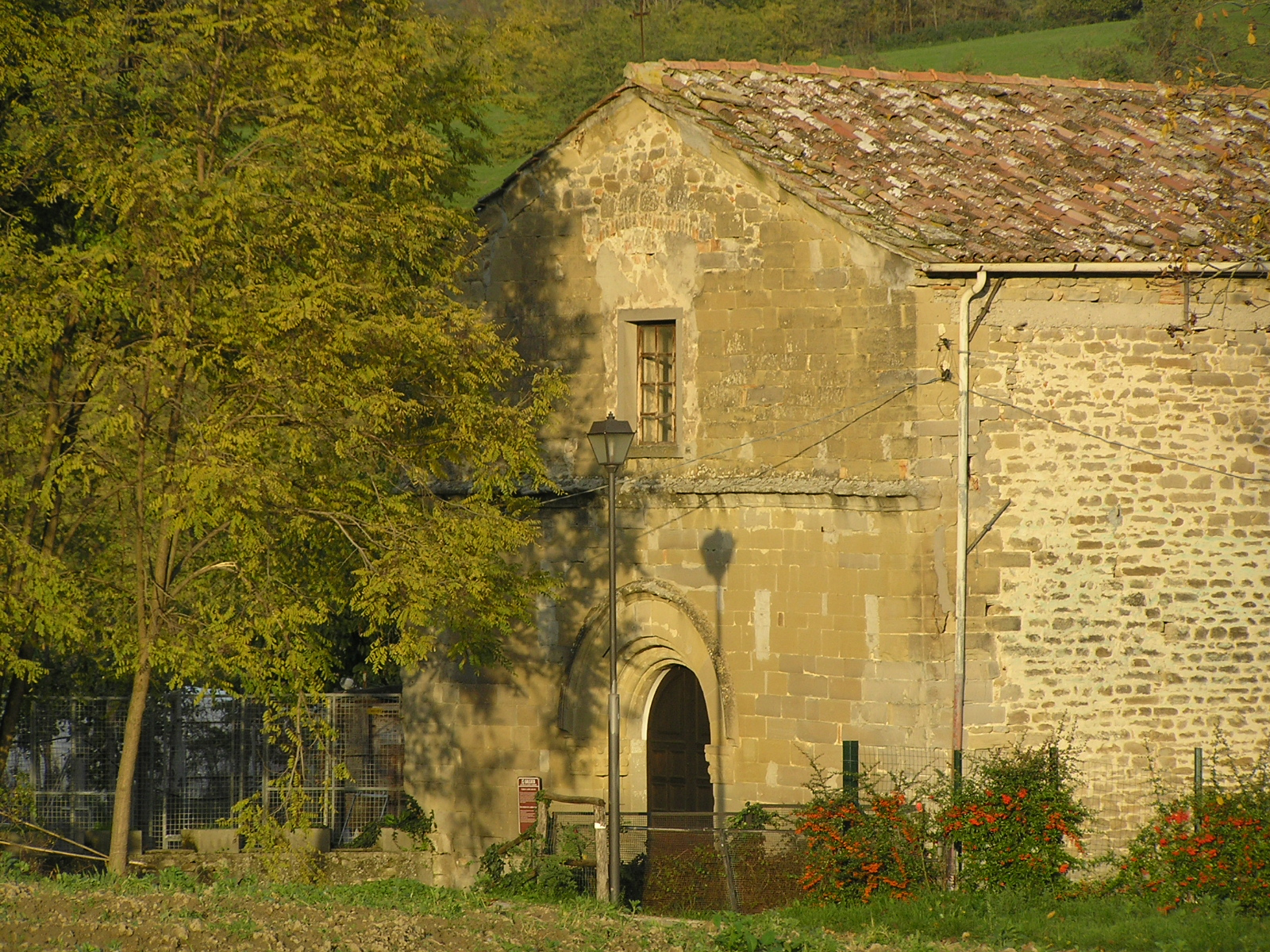
Façade de la paroisse S. Maria in Pantano.
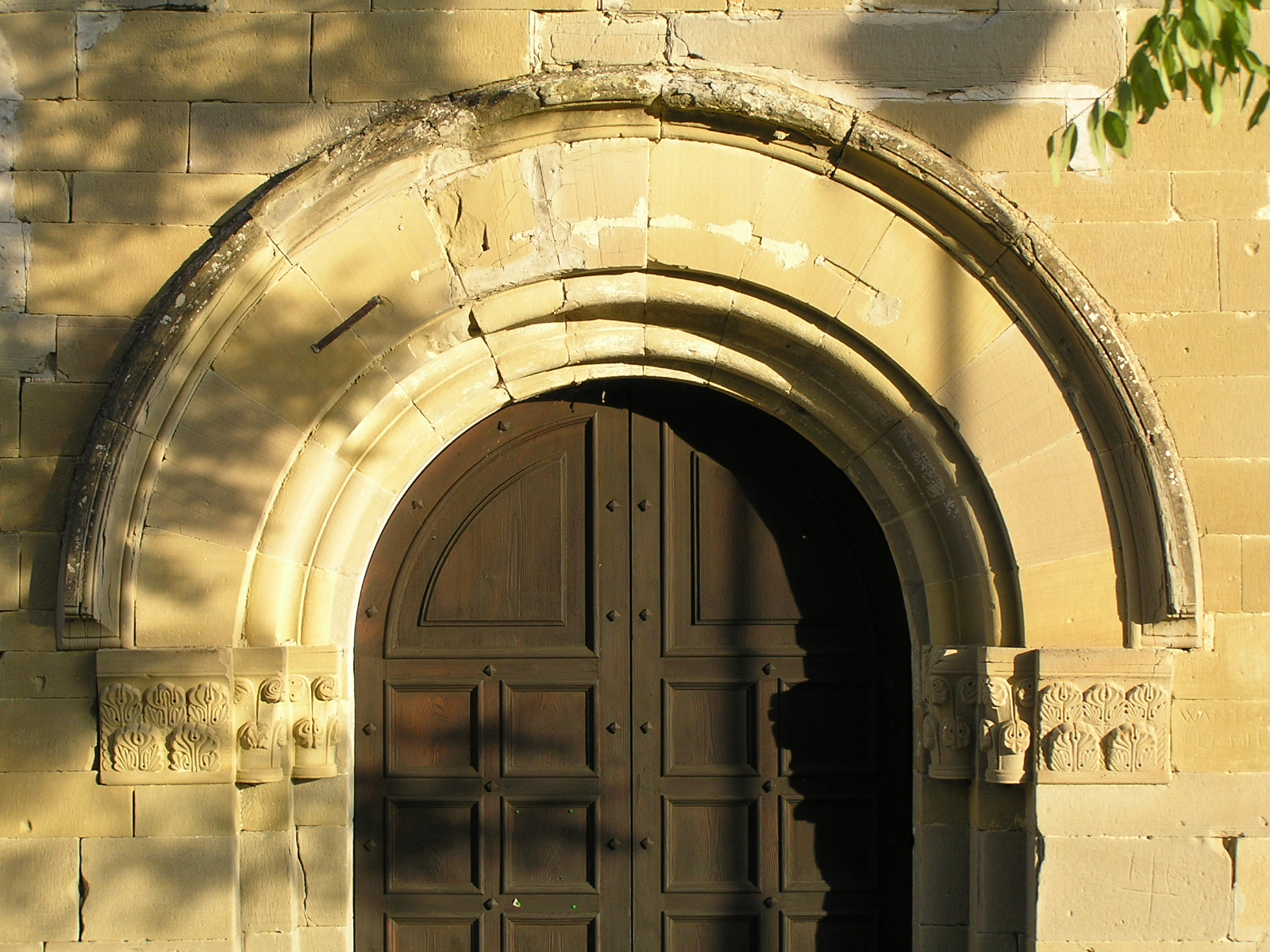
Portail de l’église.
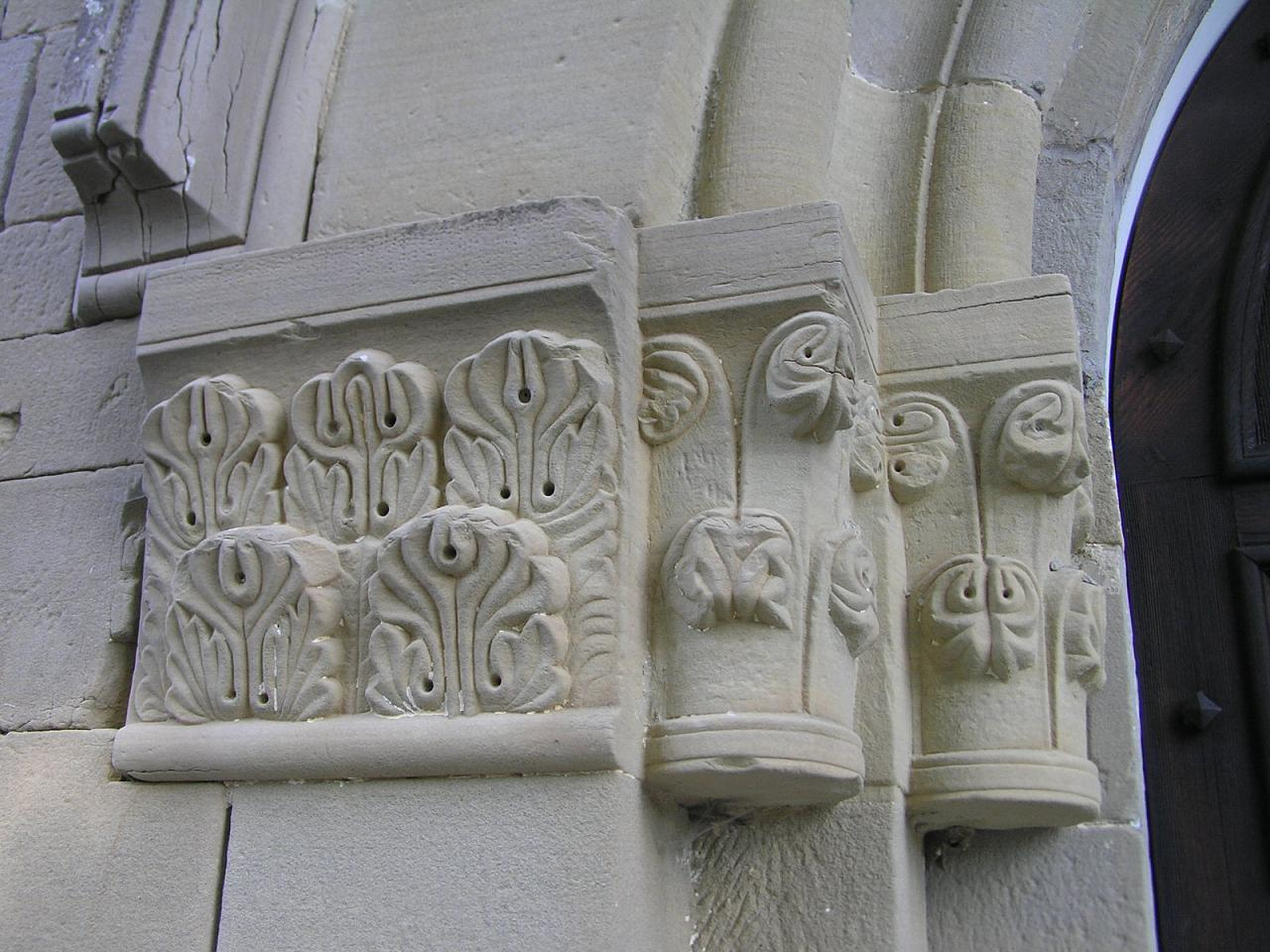
Chapiteau gauche du portail.

Consacrée le 23 décembre 1295, du temps de Boniface VIII, comme il ressort d'un vieux document, on suppose que sa fondation est beaucoup plus ancienne, puisque les anciens de Galeata, en 1654, soulevèrent un concert de protestations devant la menace de suppression du couvent, disant qu'il n'avait pas moins de 800 années d'ancienneté.
L'église porte des signes d'anciennes ruines romaines, comme à l'extérieur sur le côté droit, où l'on trouve une fenêtre ouverte lors d'une période ultérieure, ainsi que le pilastre de blocs de pierre ; traces visibles pour le public uniquement à la fête du 15 août (le seul jour où l'église est ouverte, au cours de la procession de l'Assomption). 

### Borgo Pianetto
À deux kilomètres de Galeata, en continuant sur la route départementale 310, puis en tournant à droite vers Pianetto, hameau antique et médiéval autour de l'église de Santa Maria dei Miracoli, un petit joyau de la Renaissance toscane (fondée en 1497) et son monastère, récemment restaurée à l’identique, abrite aujourd'hui le Musée municipal et archéologique Mambrini.

## Personnalités
- Ercole Agnoletti
- Sant'Ellero, saint
- Giulio Facibeni, (29 juillet 1884 – 2 juin 1958), prêtre fondateur de la Divine Providence Madonna del Grappa, compté parmi les Justes parmi les Nations pour son travail au nom des Juifs à Florence pendant l'Holocauste.

## Administration
| Période                                  | Période  | Identité | Étiquette                   | Qualité |
| ---------------------------------------- | -------- | -------- | --------------------------- | ------- |
| 08/06/2009                               | En cours | Elsa Deo | liste civique Centre gauche |         |
| Les données manquantes sont à compléter. |          |          |                             |         |

### Hameaux
Buggiana, Pianetto, Sant'Ellero, San Zeno, Strada San Zeno

### Communes limitrophes
Civitella di Romagna, Predappio, Premilcuore, Rocca San Casciano, Santa Sofia